# Gréta Arn
Gréta Arn (ur. 13 kwietnia 1979 w Budapeszcie) – węgierska tenisistka reprezentująca do 2008 roku Niemcy, reprezentantka Węgier w Fed Cup, olimpijka z Pekinu (2008).

## Kariera tenisowa
Urodzona i mieszkająca na Węgrzech. Zawodniczka praworęczna z oburęcznym bekhendem.
W latach 1994–1999 występowała głównie w turniejach ITF. W roku 2000 zadebiutowała w imprezie zawodowej w miejscu swojego urodzenia, Budapeszcie, a także w dwóch turniejach wielkoszlemowych (Wimbledon 2000 i US Open 2000). Na początku roku 2001 przegrała z dominującą w światowym tenisie Lindsay Davenport w drugiej rundzie Australian Open, ale pojedynek był trzysetowy. Na kortach French Open wygrała seta z Arantxą Sánchez Vicario. Pokonała Magüi Sernę w Bazylei i doszła tam do ćwierćfinału. W roku 2002 pokonała podczas Australian Open Samanthę Stosur, zanim przegrała z Martiną Hingis. Na turnieju w San Diego wyeliminowała Mary Pierce. W marcu została sklasyfikowana na setnym miejscu w rankingu tenisistek.
W 2003 roku zdecydowała o rozbracie z profesjonalnym tenisem i na dwa lata przestała grać w zawodowych turniejach, startując w rozgrywkach ITF.
Powróciła w roku 2005. Nie zdołała zakwalifikować się do żadnej profesjonalnej imprezy, odpadła między innymi w kwalifikacjach w Linzu. Osiągała wysokie wyniki w turniejach ITF.
W maju 2006 zachorowała na zakrzepicę i znów zmuszona była do przerwy tenisowej. Występy wznowiła we wrześniu i jej najlepszym występem była druga runda w Québec, przegrana ze Séverine Brémond.
Na początku sezonu nie zakwalifikowała się do Australian Open 2007. Doszła do drugiej rundy w Bogocie. Na początku maja Arn odniosła pierwszy w karierze triumf w zawodach WTA Tour, na nawierzchni ziemnej w Estoril. Po wygraniu trzech spotkań kwalifikacyjnych, pokonała Laurę Pous Tió, Caroline Wozniacki, Sofię Arvidsson, Nurię Llagosterę Vives oraz w finale Wiktoryję Azarankę.
W sezonie 2008 zagrała na igrzyskach olimpijskich w Pekinie w konkurencji gry podwójnej w pierwszej rundzie odpadając po porażce z Japonkami Ayumi Moritą i Ai Sugiyamą. Partnerką Arn była w zawodach Ágnes Szávay.
W 2010 roku Greta Arn doszła do półfinału podczas Warsaw Open pokonując takie zawodniczki, jak Petra Martić, Klára Zakopalová i rozstawiona z nr 6 Alona Bondarenko, a wcześniej (w eliminacjach) Yan Zi, Abigail Spears oraz Anne Keothavong. W meczu półfinałowym węgierska zawodniczka przegrała z Chinką Zheng Jie w trzech setach.
Na początku stycznia 2011 odniosła drugi triumf w rozgrywkach WTA Tour, w Auckland po finale z Yaniną Wickmayer.
W latach 2008–2013 reprezentowała Węgry w Fed Cup rozgrywając 16 meczów, z których w 9 zwyciężyła.
W 2014 roku zakończyła karierę sportową.
W rankingu gry pojedynczej Arn najwyżej była na 40. miejscu (16 maja 2011), a w klasyfikacji gry podwójnej na 175. pozycji (4 grudnia 2000).

## Finały turniejów WTA Tour
| Legenda                     | Legenda |
| --------------------------- | ------- |
| Wielki Szlem                |         |
| Igrzyska olimpijskie        |         |
| WTA Tour Championships      |         |
| 1988 – 2008                 |         |
| Kategoria I                 |         |
| Kategoria II                |         |
| Kategoria III               |         |
| Kategoria IV                |         |
| Kategoria V                 |         |
| 2009 – 2020                 |         |
| WTA Premier Mandatory       |         |
| WTA Premier 5               |         |
| WTA Premier                 |         |
| WTA International Series    |         |
| WTA 125K series (2012–2020) |         |

### Gra pojedyncza (2–0)
| Końcowy wynik | Nr | Data            | Turniej  | Nawierzchnia | Przeciwniczka      | Wynik finału     |
| ------------- | -- | --------------- | -------- | ------------ | ------------------ | ---------------- |
| Zwyciężczyni  | 1. | 6 maja 2007     | Estoril  | Ceglana      | Wiktoryja Azaranka | 2:6, 6:1, 7:6(3) |
| Zwyciężczyni  | 2. | 8 stycznia 2011 | Auckland | Twarda       | Yanina Wickmayer   | 6:3, 6:3         |